# Rampe (ortsfester Zugang)

Steigungswinkel von Treppen und anderen Zugängen

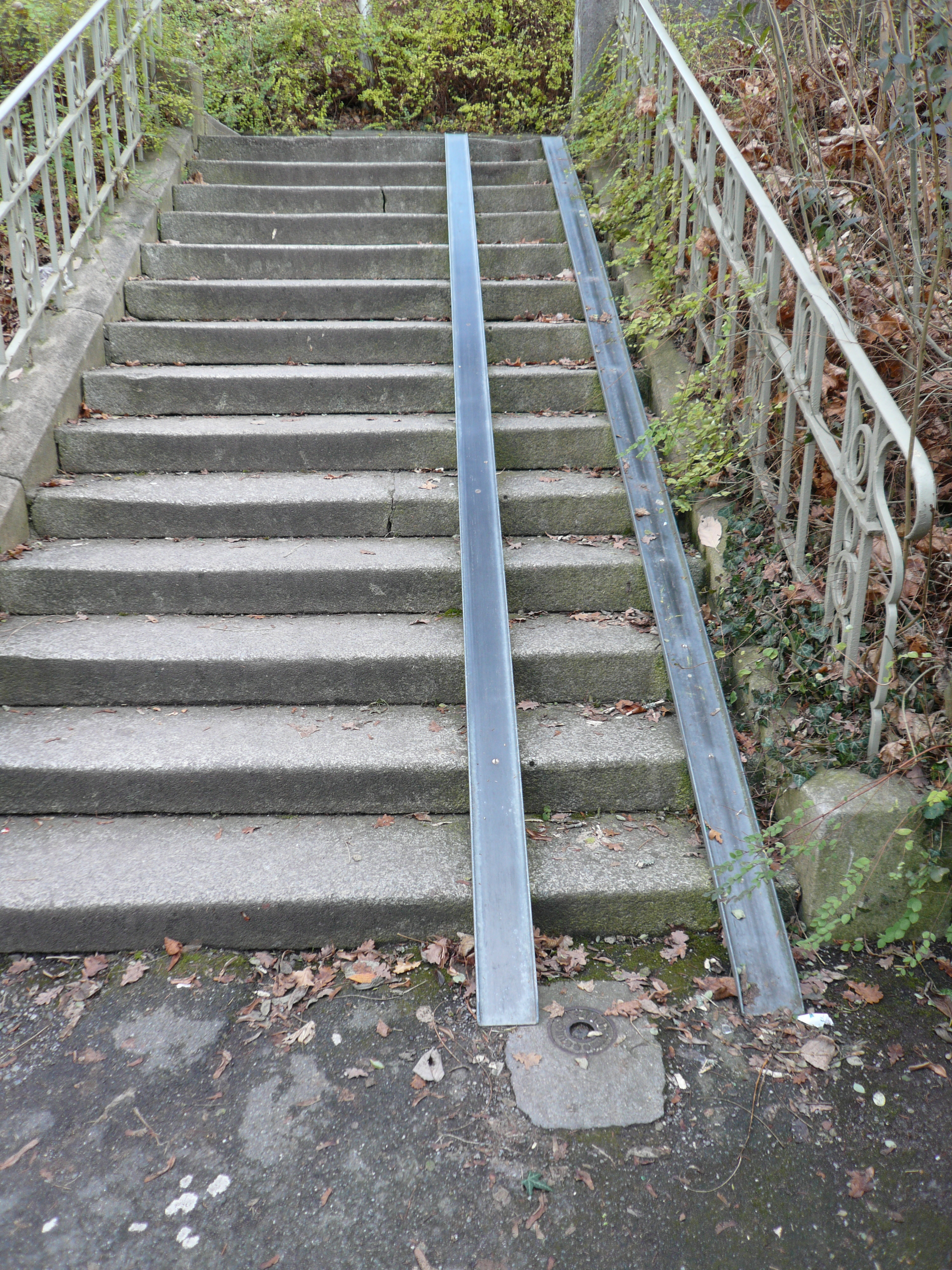
Treppe mit zusätzlicher Rampenfunktion

Als Rampe bezeichnet man einen ebenen oder schrägen ortsfesten Zugang. Eine Rampe ist in diesem Sinne also nicht notwendigerweise eine schiefe Ebene.

## Abgrenzung
Der Begriff der Rampe als Zu- oder Auffahrt wird umgangssprachlich primär mit der Verwendung durch Fahrzeuge in Verbindung gebracht. Ein Autobahnanschluss z. B. wird zwar ebenfalls als Rampe, nicht aber als Zugang der Bauwerkserschließung angesehen.
Ein Zugang ist in diesem Sinne dann keine Rampe, wenn eine Treppe mit der für sie typischen Steigung um eine schiefe Ebene ergänzt wird, damit Fußgänger sie auch mit Einkaufs- oder Kinderwagen leicht überwinden können. Die schiefe Ebene kann dabei für sich genommen als Rampe, jedoch nicht als eigenständiger Zugang angesehen werden.
Für Rampen, die als Fahrweg oder Zugänge mobil eingesetzt werden, hat sich der Begriff Verladerampe eingebürgert.

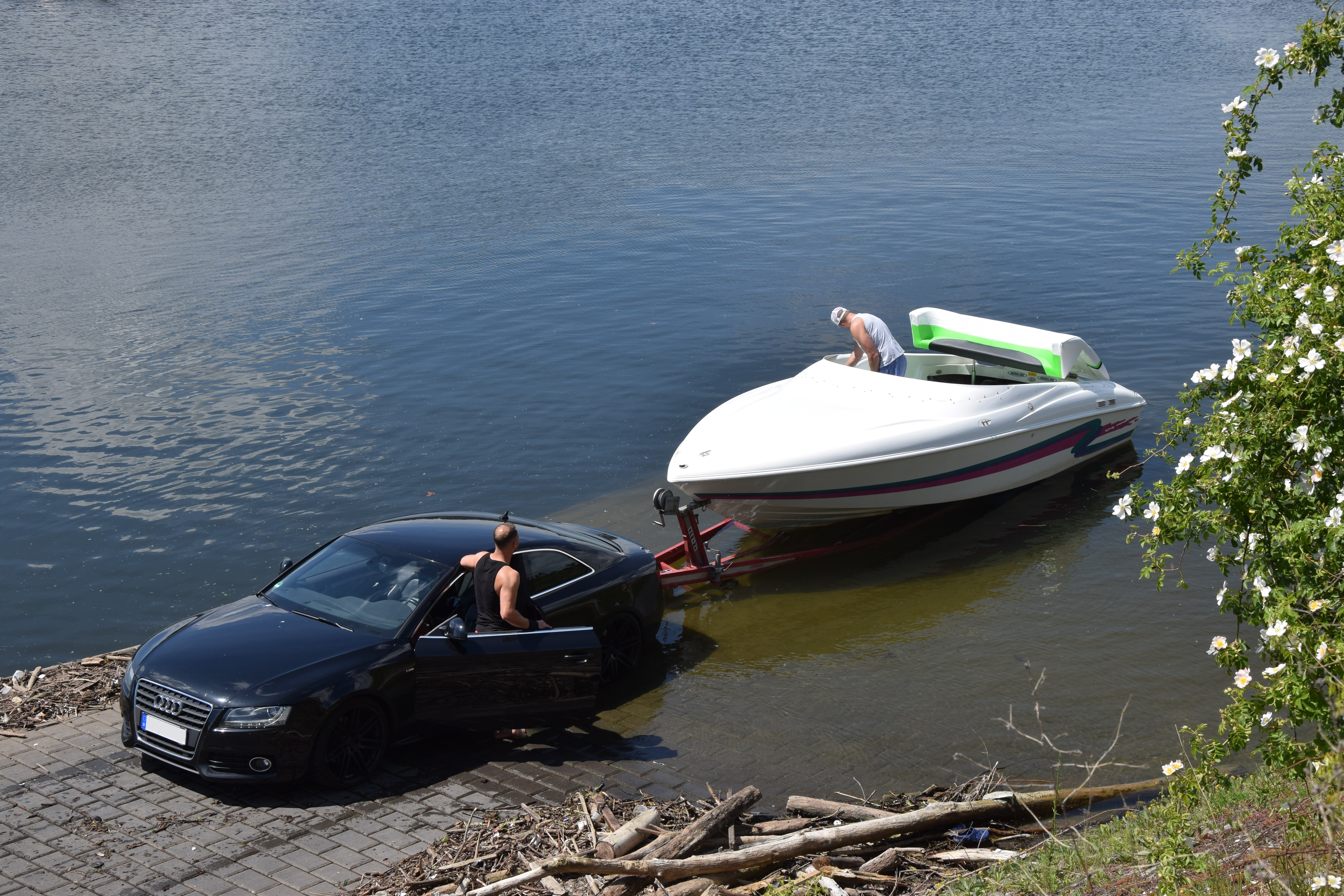
Bootsrampe am Schiersteiner Hafen

## Formen

### Boots- und Fährrampen
Eine Bootsrampe oder Slipanlage dient dazu, Boote vom Land in das Wasser zu lassen. Gleichartig, in der Regel aber größer und belastbarer konstruierte Fährrampen und Ersatzübergangsstellen („NATO-Rampen“) dienen zudem dem Anlegen von Autofähren und anderen Transportschiffen, wie etwa militärischen, sowie der Auffahrt und Abfahrt der Fahrzeuge.

### Gebäudeauffahrten
Liegen Gebäude nicht eben, so wird die Zufahrt durch Rampenanlagen ermöglicht. Das ist sowohl dann der Fall, wenn das Bauwerk in Hanglage steht, wie auch, wenn das Hauptgeschoss nicht ebenerdig ist.
So haben viele Schlösser, aber auch andere öffentliche Repräsentationsbauten Auffahrten vor dem Haupteingang, damit man aus der Kutsche direkt ins Gebäude gelangen konnte. Diese Rampen sind vielfach mit Stiegenaufgängen kombiniert, in der Art einer Vorhalle überdacht oder in Vorbauten integriert, und besonders repräsentativ ausgeführt. In einem Park gelegen, zieht sich die Auffahrt als Gesamtanlage vom Außentor bis zum Schlossvorplatz oder -hof. Bei Burgen, die naturgemäß meist erhaben lagen, sind die Auffahrtsrampen zentraler Konstruktionsbestandteil. Analog findet sich das als Garagenauffahrt bei Wohnhäusern, wenn das Straßenniveau tiefer liegt.
Entsprechende Konstruktionen rein praktischer Natur findet man auch bei gewerblichen Gebäuden oder Anlagen aller Art, bis hin zu Bergbauernhöfen, im gesamten Transportwesen oder bei militärischen Bauten.

### Laderampen
Die Laderampe dient dem Material- und Warenumschlag zwischen der Baulichkeit und Transportfahrzeugen. Da hier meist das Fußbodenniveau des Bauwerks dem Ladeflächenniveau des Fahrzeugs angepasst ist, sind Laderampen durchwegs ebene An- und Vorbauten, und nur sekundär durch schräge Rampen für rollendes Kleingerät ergänzt.

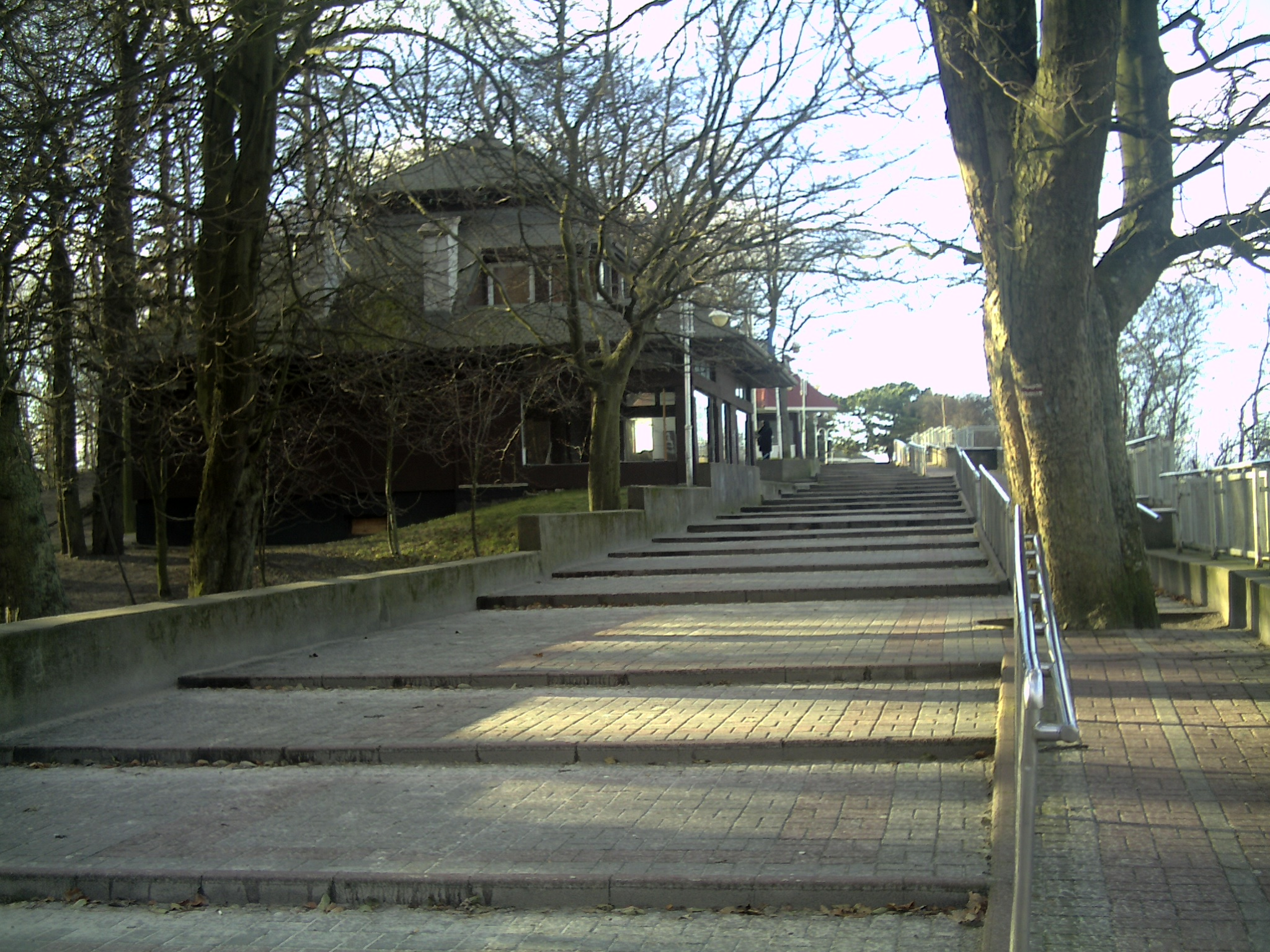
Treppenrampe

### Treppenrampen

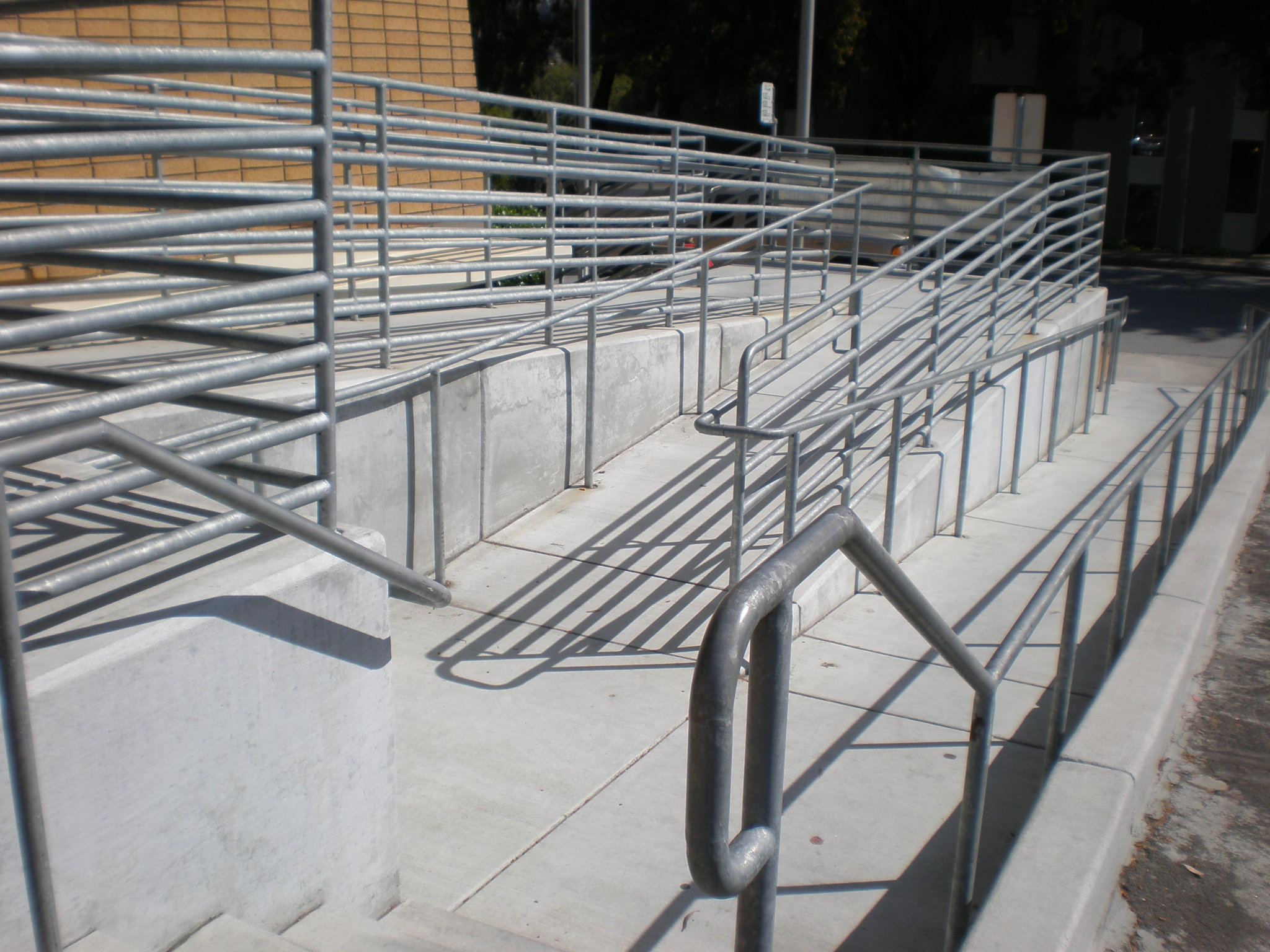
Rollstuhlrampe

Wenn sie geografischen Gegebenheiten folgt, oder Bestandteil mittelalterlicher Bauwerke ist, ist sie teilweise mit Stufen ausgeführt. Die so entstehende Mischform aus Rampe und Treppe wird als Treppenrampe bezeichnet, die Abgrenzung liegt bei etwa 20° Treppensteigung, unter dieser Steigung muss man meist schon zwei Schritte je Stufe zugrunde legen, mehr Steigung wird mit rollendem Gerät aufwändig oder anstrengend. Nachteilig hierbei ist, dass Treppenrampen als Zufahrten für Rolltransport (Schubkarren, Rollstühle usw.) nur bedingt geeignet sind.

### Barrierefreiheit
Angelegt werden Rampen heute in der Regel als behindertengerechte Zuwegung mit einer Steigung von maximal 6 %, also einem Steigungswinkel von maximal ca. 3,4°. Maße, Anbringung und Ausführung orientieren sich in diesem Fall in Deutschland auch an den Vorgaben der Normen
- DIN 18025 Barrierefreie Wohnungen; Wohnungen für Rollstuhlbenutzer; Planungsgrundlagen
- DIN 18024 Barrierefreies Bauen: Straßen, Plätze, Wege, öffentliche Verkehrs- und Grünanlagen sowie Spielplätze; Planungsgrundlagen
- DIN 18035 Sportplätze – Teil 1: Freianlagen für Spiele und Leichtathletik, Planung und Maße

### Tunnelrampe

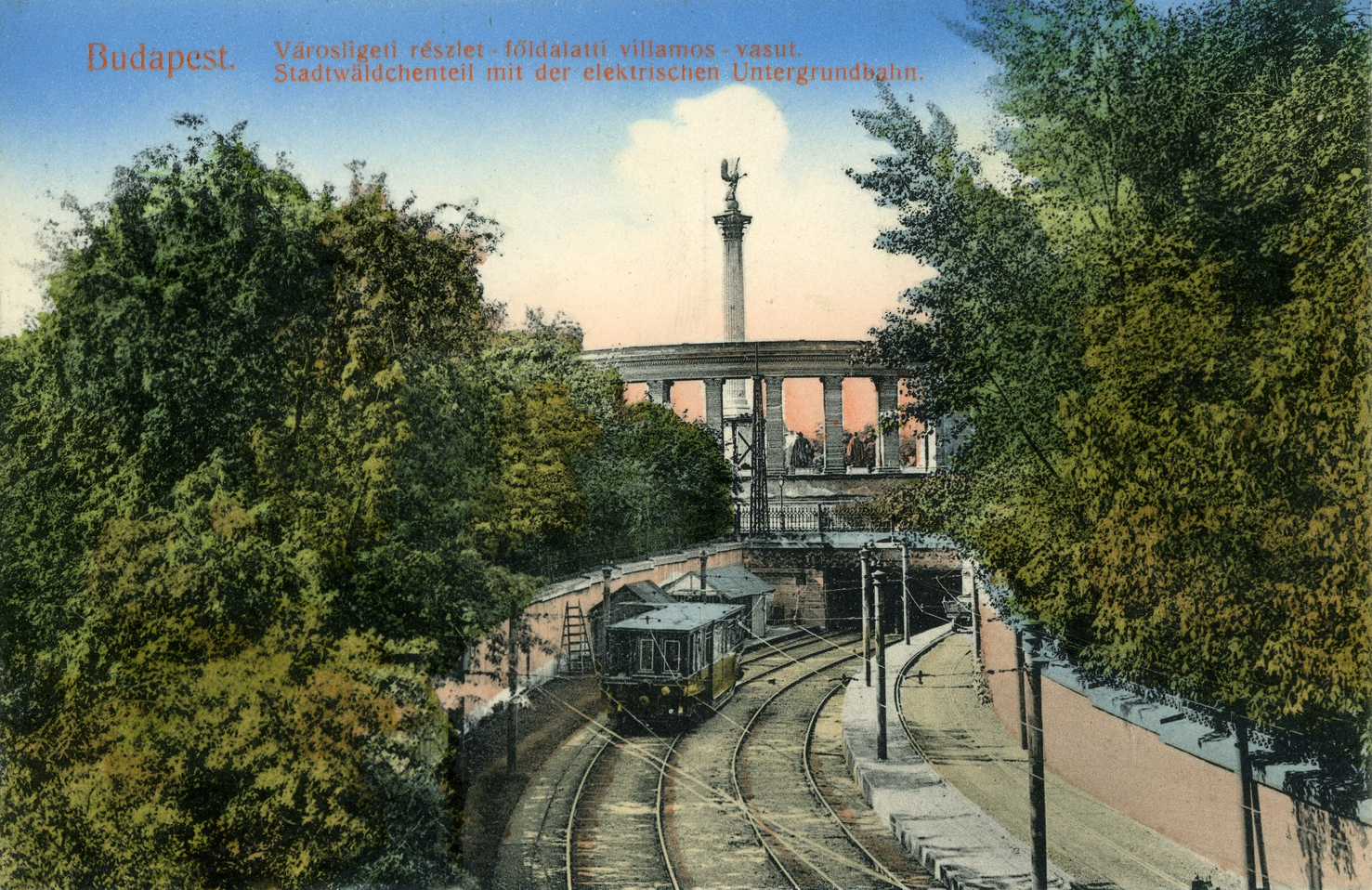
Tunnelrampe der Budapester U-Bahn von 1896 mit einer Neigung von vier Prozent

Wird ein Tunnel für den Schienen- oder Straßenverkehr nicht durch einen Berg hindurch gebohrt, sondern in offener Bauweise unter bestehende Verkehrswege gelegt, ist meist an beiden Enden je eine künstliche Tunnelrampe erforderlich. Diese ist von senkrechten Seitenwänden eingefasst und gleicht die Höhendifferenz zwischen dem Geländeniveau und der Tunnelsohle aus.